# Maciejowice (przystanek kolejowy)
Maciejowice – nieistniejący już przystanek osobowy na zlikwidowanej linii kolejowej nr 313 Otmuchów - Przeworno, w miejscowości Maciejowice, w województwie opolskim, w powiecie nyskim, w gminie Otmuchów, w Polsce.
| Maciejowice                                  |  |                            |
| Linia nr 313 Otmuchów - Przeworno (3,660 km) |  |                            |
| Otmuchówodległość: 3,660 km                  |  | Ogonów odległość: 4,528 km |